# درینگتون، واشینگتن
درینگتون (به انگلیسی: Darrington) یک منطقهٔ مسکونی در ایالات متحده آمریکا است که در شهرستان اسنوهومیش (واشینگتن) واقع شده‌است. درینگتون ۴٫۵۴ کیلومتر مربع مساحت و ۱٬۳۴۷ نفر جمعیت دارد و ۱۶۹ متر بالاتر از سطح دریا واقع شده‌است.